# Gușoeni
Gușoeni est une commune roumaine située dans le județ de Vâlcea.